# Harbke
Harbke est une commune allemande de l'arrondissement de la Börde, Land de Saxe-Anhalt.

## Géographie
Harbke se situe à l'est de la Lappwald, à la frontière avec la Basse-Saxe.
|           |        | Ingersleben |
| Helmstedt | Harbke | Sommersdorf |
|           |        |             |

Harbke se trouve sur la Bundesstraße 245a.

## Histoire
Harbke est mentionné pour la première fois en 1040. En 1308, Bertram et Ludolf von Veltheim deviennent propriétaires de la commune et bâtissent un château-fort.
Ce château est détruit en 1945.
En 1909, la centrale électrique de Harbke est mise en service. En 1990, elle est fermée puis démolie.
Wulfersdorf intègre la commune de Harbke en 1936. Mais pour laisser place à l'extraction du charbon, le village est détruit.
De 1945 à 1990, la frontière interallemande n'est qu'à deux kilomètres de Harbke. Le 26 mai 1952, la Volkspolizei ferme totalement la frontière, ce qui a un impact négatif considérable sur l'économie de Harbke. Une partie des mineurs s'en va dans la région lignitifère d'Allemagne centrale.

## Personnalités liées à la commune
- August von Veltheim (1741-1801), minéralogiste
- Wilhelm Schrader (1817-1907), pédagogue
- Paul Z’dun (1904-1981), humoriste

## Source, notes et références
- (de) Cet article est partiellement ou en totalité issu de l’article de Wikipédia en allemand intitulé « Harbke » (voir la liste des auteurs).